# Скруџ: Божићна прича
Скруџ: Божићна прича (енгл. Scrooge: A Christmas Carol) је анимирани божићни филм из 2022. Режију и сценарио потписује Стивен Донели. Темељи се на филму Скруџ из 1970, који представља екранизацију новеле Божићна прича аутора Чарлса Дикенса из 1843. Насловном лику, Ебенизеру Скруџу, глас позајмљује Лук Еванс.
Приказиван је од 18. новембра 2022. у одабраним биоскопима, након чега га је 2. децембра исте године приказао Netflix. Добио је помешане рецензије критичара. Филм је посвећен Леслију Брикусу, који је преминуо годину дана пре почетка приказивања филма.

## Радња
На хладни Бадњи дан, себични шкртац Ебенизер Скруџ има једну ноћ да се суочи с прошлошћу и промени будућност пре него што му понестане времена.

## Гласовне улоге
| Глумац              | Улога            |
| ------------------- | ---------------- |
| Лук Еванс           | Ебенизер Скруџ   |
| Оливија Колман      | Прошлост         |
| Џеси Бакли          | Изабел Фезивиг   |
| Џонатан Прајс       | Џејкоб Марли     |
| Џони Флин           | Боб Крачит       |
| Џејмс Козмо         | господин Фезивиг |
| Тревор Дион Николас | Садашњост        |
| Фра Фи              | Хари Скруџ       |
| Џајлс Терера        | Том Џенкинс      |
| Гомер Тодивала      | Тамал            |
| Џемајма Луси Њуман  | Џен Скруџ        |
| Ребека Гетингс      | Етел Крачит      |
| Руперт Тернбул      | Мали Тим         |
| Девон Померој       | Кети Крачит      |
| Шина Батеса         | Хела Хафман      |